# بريان باربيرينا
بريان بول باربيرينا (بالإنجليزية: Bryan Paul Barberena؛ مواليد 3 مايو 1989) هو مُقاتل فنون قتالية مختلطة أمريكي.

## وصلات خارجية
- بريان باربيرينا على موقع يو إف سي (الإنجليزية)
- بريان باربيرينا على موقع شيردوغ (الإنجليزية)
- بريان باربيرينا على موقع Tapology.com (الإنجليزية)
- بريان باربيرينا على موقع IMDb (الإنجليزية)
- بريان باربيرينا على موقع قاعدة بيانات الفيلم (الإنجليزية)